# Beaucamps-Ligny
 Beaucamps-Ligny  es una población y comuna francesa, en la región de Norte-Paso de Calais, departamento de Norte, en el distrito de Lille y cantón de Lomme.

## Demografía
| 666 | 697 | 676 | 699 | 857 | 914 |
| Para los censos de 1962 a 1999 la población legal corresponde a la población sin duplicidades (Fuente: INSEE [Consultar]) |     |     |     |     |     |